# Little Big Soldier
Pour plus de détails, voir Fiche technique et Distribution.
Little Big Soldier (Da bing xiao jiang) est un film chinois réalisé par Ding Sheng, sorti en 2010.

## Synopsis
Au temps de la Chine ancienne, les clans Wei et Liang se livrent une guerre incessante.
Rescapé d'une terrible bataille, un fantassin tire-au-flanc capture un valeureux général de l'armée rivale dans l'espoir de le livrer à ses supérieurs et décrocher une récompense. Mais pour y arriver, il va devoir affronter de redoutables guerriers.

## Fiche technique
- Titre : Little Big Soldier
- Titre original : Da bing xiao jiang
- Réalisation : Ding Sheng
- Scénario : Jackie Chan
- Producteur : Jackie Chan
- Photographie : Zhao Xiaoding
- Musique : Xiao Ke
- Distribution : 
  -  France : Metropolitan FilmExport
  -  Chine : JC Group International
  -  Hong Kong : Emperor Motion Pictures
- Budget : 25,000,000 $
- Durée : 96 min
- Date de sortie :
  -  Chine : 14 février 2010
  -  Hong Kong : 25 février 2010
  -  France : 24 avril 2012 en DVD et Blu-Ray

## Distribution
- Jackie Chan (VF : William Coryn ; VQ : François L'Écuyer) : Le Soldat
- Wang Lee-hom : Le Général
- Yoo Seung-jun : Prince Wen
- Xiao Dong Mei : Lou Fan Yan
- Yu Rongguang : Député Général Yu
- Ken Lo : Garde Long
- Song Jin : Lou Fan Wei